# Les Arts (bas-relief)
Les Arts est un bas-relief en terre-cuite de Bernard Lange réalisé en 1777 et représentant une scène allégorique.

## Historique
Cette œuvre est une des œuvres de jeunesse que Lange a exécuté avant son départ en Italie. Il semble vraisemblable que cette œuvre comportait quelques restes du style baroque tardif. Cette œuvre a été présentée au salon de l'Académie royale de Toulouse de 1777. Deux autres œuvres furent présentées en même temps lors de ce salon. Il s’agit d’un Sacrifice à Flore et d’un Enfant sur un bélier que Vénus fait promener avec un Sylvain.